# Mark Sexton
Mark Sexton (1970) è un disegnatore e fumettista australiano.

## Biografia
Inizia la sua carriera come disegnatore di storyboard nel 1996 a Sydney.
Nel 1999 viene contattato da George Miller, con cui aveva già lavorato qualche anno prima in Babe va in città, per un nuovo progetto, un film animato su di un pinguino ballerino (che poi sarebbe diventato Happy Feet). Nei due anni seguenti, Sexton finisce però per lavorare in gran segreto assieme a Miller (regista e co-sceneggiatore), Brendan McCarthy (co-sceneggiatore) e Peter Pound (progettista dei veicoli) alla creazione di Mad Max: Fury Road, quarto capitolo della serie di Mad Max; tuttavia, per via dei continui ritardi produttivi, i membri abbandonano in favore di altri progetti.
Nonostante la produzione Fury Road non vada in porto prima del 2009, e gran parte del materiale emerso venga tagliato dalla sceneggiatura finale, Sexton viene ricontattato da Miller nel 2014, e da questa collaborazione nasce la miniserie a fumetti Mad Max: Fury Road, di cui Sexton è co-sceneggiatore e co-disegnatore.
I suoi lavori come disegnatore di storyboard al di fuori dell'Australia includono Dark City di Alex Proyas, Mission: Impossible 2 e Star Wars: Episodio II - L'attacco dei cloni.

## Filmografia parziale

### Cinema
- Dark City, regia di Alex Proyas (1998)
- Babe va in città (Babe: Pig in the City), regia di George Miller (1998)
- Komodo, regia di Michael Lantieri (1999)
- Mission: Impossible 2, regia di John Woo (2000)
- 20/20 - Target criminale (20/20), regia di Lawrence Fishburne (2000)
- Pianeta rosso (Red Planet), regia di Antony Hoffman (2000)
- Cubbyhouse, regia di Murray Fahey (2001)
- Star Wars: Episodio II - L'attacco dei cloni (Star Wars: Episode II - Attack of the Clones), regia di George Lucas (2002)
- Happy Feet, regia di George Miller (2006)
- Australia, regia di Baz Luhrmann (2008)
- Happy Feet 2, regia di George Miller (2011)
- Wolf Creek 2, regia di Greg McLean (2013)
- Mad Max: Fury Road, regia di George Miller (2015)
- Backtrack, regia di Michael Petroni (2015)
- The Darkness, regia di Greg McLean (2016)

### Televisione
- Volo 762 - Codice rosso (Nowhere to Land), regia di Armand Mastroianni - film TV (2000)
- Invincible, regia di Jefery Levy  – film TV (2001)

## Opere

### Fumetti
- Mad Max: Fury Road (2015)